# Джесика Искандар
Джесика Искандар (на индонезийски: Jessica Iskandar) е индонезийска актриса.
Родена е на 29 януари 1988 г. в семейството на мюсюлманин и християнка. Има 4 по-големи братя.
Джесика завършва средното си образование в училището „Бунда Мулия“ и записва интериорен дизайн, но след 3 семестъра се отказва, за да преследва друга кариера.